# イッタベナ (ミシシッピ州)
イッタベナ（英: Itta Bena）は、アメリカ合衆国ミシシッピ州の北西部、レフロア郡の都市である。2010年国勢調査での人口は2,049 人だった。市名は、チョクトー族インディアンの言葉で「森のキャンプ」を意味する「iti bina」から採られた。グリーンウッド小都市圏に属している。

## 歴史

### イッタベナ設立頃の歴史

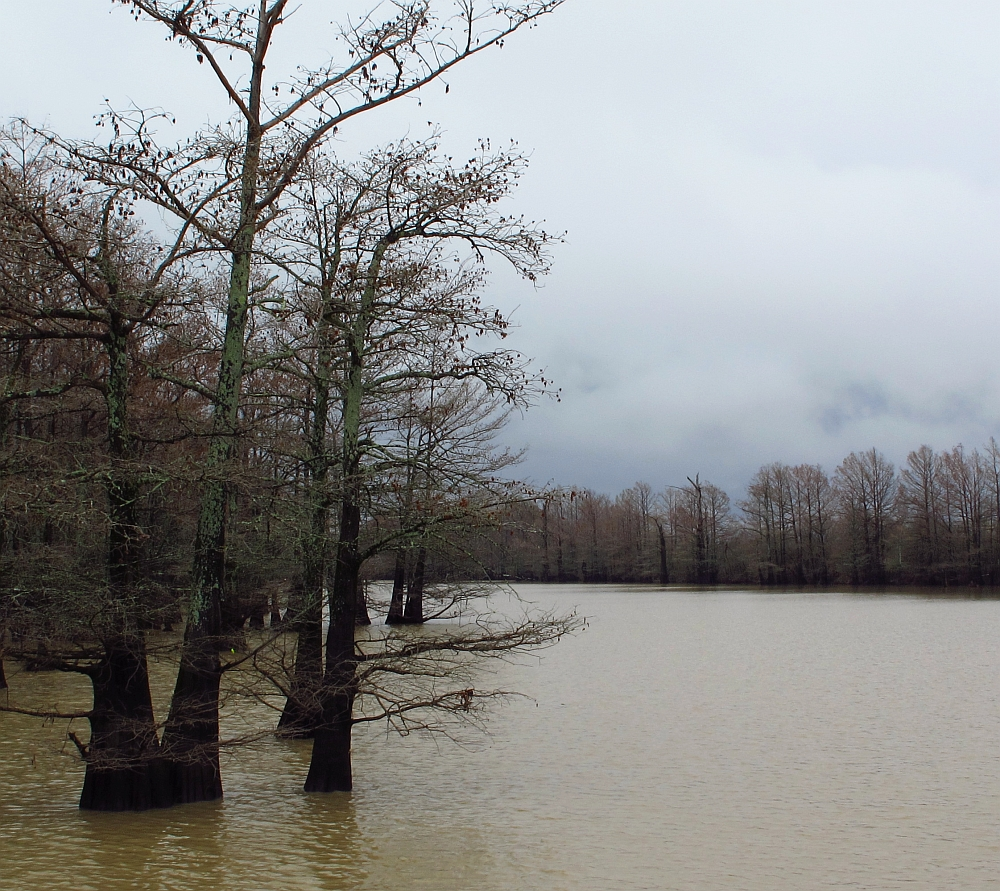
ローバック湖

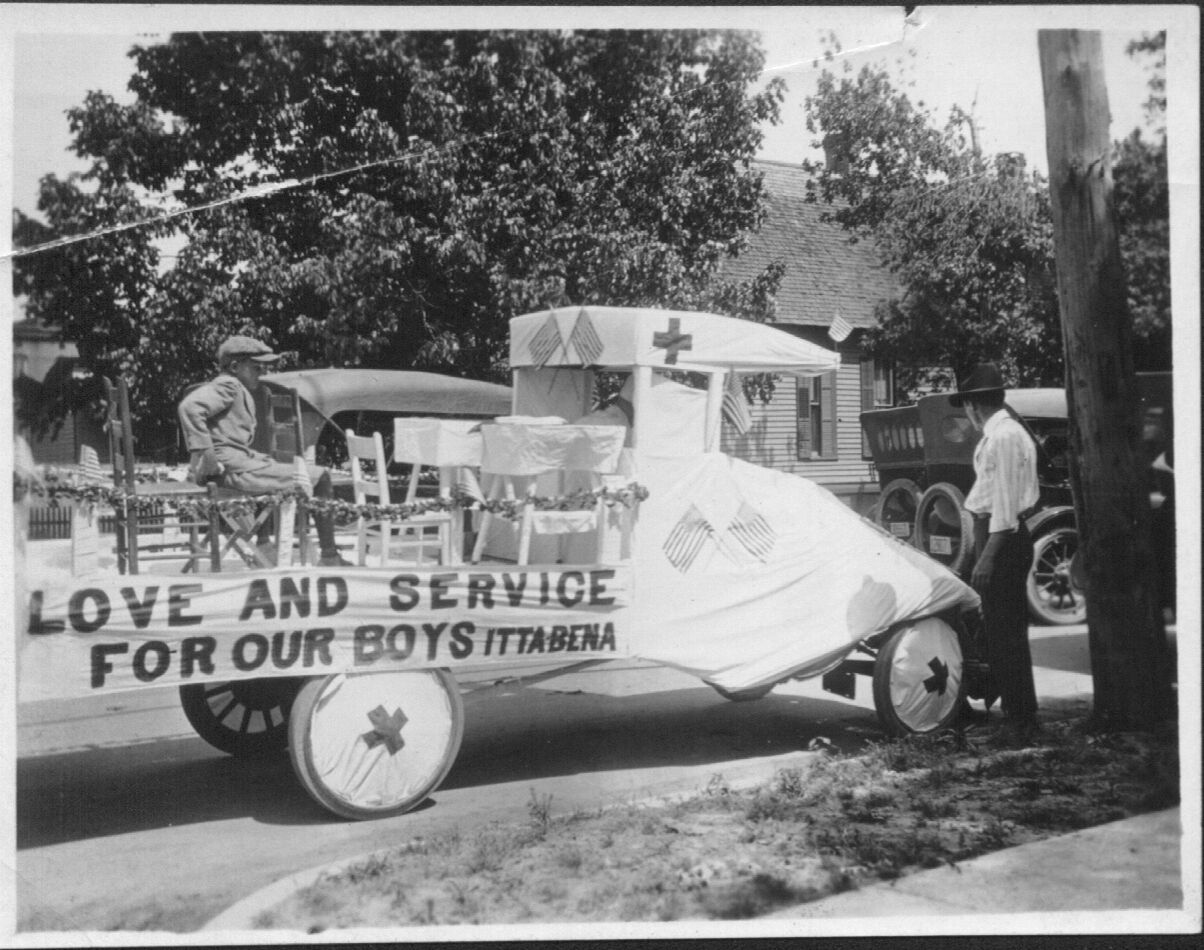
第一次世界大戦のパレード山車

ヨーロッパ人開拓者がこの地域に入って来る以前、チョクトー族インディアンがミシシッピ・デルタを占有していた。インディアン強制移住法の下で結ばれた最初の移住条約が1830年のダンシング・ラビット・クリーク条約であり、それによってチョクトー族の持っていた約1,100万エーカー (44,000 km2) の土地を、現在のオクラホマ州にある1.500万エーカー (60,000 km2) の土地と引き換えに譲渡した。
クレイボーン郡出身のミシシッピ州上院議員ベンジャミン・グラブ・ハンフリーズは、イッタベナを設立した者とされている。1850年代にクレイボーン郡にあった先祖の家で、何度か農作物の収穫に失敗した後、ハンフリーズは川の蒸気船で遡ってヤズー荒野に入り、元はチョクトー族の領土であった地域で新しく農業の可能性を探った。
ハンフリーズはグリーンウッドの数マイル西、当時はサンフラワー郡の領域で、川の水路が変わって取り残されていたローバック湖の傍で、そのような機会を見つけた。冬の間に自分のプランテーションから川を上って一群の奴隷を連れてきた。冬にはヤズー川からローバック湖に船を進めることができた。その草の茂った低地を切り開いて農地に変えるという長期の仕事を始めるよう指示した。クレイボーン郡で昔から友人だった者達がその計画に興味を示し、その2年後に友人の中から最初の者がこの地域の土地の取得を始めた。
ハンフリーズはクレイボーン郡に恒久的な冬の住まいである「ラックナウ」を建設していた。新しい土地にはその家族を連れて行ってはいなかったが、1857年にそこそこの家を建てて「イッタベナ」と命名した。それはチョクトー族の言葉で「森の中の家」を意味していた。イッタベナの壁はプランテーションを開く時に切り倒した丸太で造られ、漆喰を塗り、ペンキが塗られた。ヤズーの原野で建てられた最初期のそこそこの住居であり、数百エーカーあったプランテーションでの活動の中心となった。ハンフリーズが建てた当初の家屋の主要部分は1954年時点でも住居として使われていた（レイクフロント通りのB・B・ハーパー博士の家と考えられる）。ハンフリーズは南北戦争後にミシシッピ州知事に当選した。
他にも開拓者が地域に入って来るに連れて、最初のプランテーションの周りに成長した村もイッタベナと呼ばれた。1888年、コロンバス・アンド・グリーンビル鉄道が開通した後は、その成長速度が加速された。最初に建てられた店舗の中には、J・B・ハンフリーズ、P・コーエン、ユリア・レイのものがあった。最初の店はH・M・ウィバーとロングという名の男性が運営した。町で最初の学校は教室が1つだけであり、1888年に建設され、エマ・クロスが最初の教師になった。1905年現在の第一バプテスト教会の通り向かいに最初の高校が建設された。1918年、イッタベナ郵便局が開設された。

### 近代史
学生非暴力調整委員会が組織し、実際にはマーティン・ルーサー・キング・ジュニア博士、ストークリー・カーマイケルが率いた、イッタベナから近くのグリーンウッドまでの行進は、鬨の声として「ブラック・パワー!」を始めた。メドガー・エバーズを殺害し有罪にならなかった者として当時広く知られていた白人至上主義者バイロン・ド・ラ・ベックウィズが、そのトラックを運転して、行進者の傍を3度威嚇した。これを地元の警官はじっと見ているだけだった。
2000年にコーエン兄弟が制作した映画『オー・ブラザー!』はイッタベナが舞台になった。マイケル・バダルコが演じた登場人物ベビーフェイス・ネルソンが、埃っぽい道を歩いていた脱獄囚に、これは「イッタベナに通じる道路」かと尋ねる。

## 地理
イッタベナ市は北緯33度29分45秒 西経90度19分20秒 / 北緯33.49583度 西経90.32222度 (33.495968, -90.322321)に位置している。
アメリカ合衆国国勢調査局に拠れば、市域全面積は1.5平方マイル (3.9 km2)であり、このうち陸地1.4平方マイル (3.6 km2)、水域は0.04平方マイル (0.10 km2)で水域率は2.72%である。

## 人口動態
以下は2000年の国勢調査による人口統計データである。
| 基礎データ - 人口: 2,208 人 - 世帯数: 763 世帯 - 家族数: 559 家族 - 人口密度: 596.2人/km2（1,541.5 人/mi2） - 住居数: 797 軒 - 住居密度: 215.2軒/km2（556.4 軒/mi2） 人種別人口構成 - 白人: 18.16% - アフリカン・アメリカン: 81.34% - アジア人: 0.23% - 混血: 0.27% - ヒスパニック・ラテン系: 1.54% | 年齢別人口構成 - 18歳未満: 33.3% - 18-24歳: 11.7% - 25-44歳: 25.6% - 45-64歳: 18.3% - 65歳以上: 11.1% - 年齢の中央値: 29歳 - 性比（女性100人あたり男性の人口） - 総人口: 82.2 - 18歳以上: 71.4 世帯と家族（対世帯数） - 18歳未満の子供がいる: 38.9% - 結婚・同居している夫婦: 32.6% - 未婚・離婚・死別女性が世帯主: 35.4% - 非家族世帯: 26.7% - 単身世帯: 24.0% - 65歳以上の老人1人暮らし: 12.8% - 平均構成人数 - 世帯: 2.89人 - 家族: 3.43人 | 収入と家計 - 収入の中央値 - 世帯: 20,968米ドル - 家族: 24,271米ドル - 性別 - 男性: 21,917米ドル - 女性: 16,136米ドル - 人口1人あたり収入: 11,132米ドル - 貧困線以下 - 対人口: 34.5% - 対家族数: 29.5% - 18歳未満: 43.1% - 65歳以上: 33.1% |

## 教育
ミシシッピ・バレー州立大学がイッタベナの北西1マイル (1.6 km)、レフロア郡の未編入領域にある。教育における人種差別が終わる以前は、ミシシッピ州の黒人職業訓練カレッジだった。アメリカンフットボールのレシーバーとして偉大な者の一人に数えられるジェリー・ライスがこの大学のチームで試合を行って、大学時代を過ごした。イッタベナにあるライス・トッテン・フィールドは観客席が１万席あり、大学のデルタ・デビルスが試合を行っている。
イッタベナ市の公共教育はレフロア郡教育学区が管轄している。

## 著名な出身者
- B・B・キング、ブルース・ミュージシャン